# Kworatem
Kworatem, Lokalitet i logor ili selo na ušću rijeke Klamath u Salmon river., sjeverozapadna Kalifornija. Ime nije karočko, na čijem se teritoriju mjesto nalazi, već iz jezika yurok koji se govori niže uz Klamath river. Prema običaju Yuroka, Kworatem, kao ime mjesta najbližeg ušću Salmona, korišteno je za samu rijeku, iako uvijek uz dodatak izraza umerneri, 'potok.' Naziv Quoratem pogrešno je upotrijebio Gibbs za Indijance Karok, a usvojio ga je Powell u obliku pridjeva Quoratean kao naziv jezične porodice koju čine Indijanci Karok.